# Діогу Кан
Діо́гу Кан (порт. Diogo Cão; МФА: [di'oɣu kɐ̃ũ], бл. 1440—1486) — португальський дослідник і мореплавець. У 1480-х роках здійснив два плавання вздовж південно-західного узбережжя Африки, під час яких відкрив річку Конго та узбережжя сучасних Анголи та Намібії.

## Походження та сім'я
Кан народився у Віла-Реал (дехто вважає, що в Еворі), в середині XV століття. Був позашлюбним сином Альваро Фернандеса або Гонсалвіша Кана, фідальго королівського дому, який сам був незаконнонародженим сином Гонсало Кана. Він був одружений і мав чотирьох дітей — Педро, Мануеля, Андре Афонсо та Ізабель Кан.

## Передумови
На початку 1470-х років, португальські мореплавці, що до того протягом сорока років вперто просувались вздовж африканського узбережжя на схід в надії знайти шлях в Індію навколо Африки досягли східного кута Гвінейської затоки, після чого лінія африканського узбережжя знову різко повертала на південь і закривала собою дорогу на схід. Ця обставина на певний час деморалізувала португальців і зупинила їх подальше просування.
У 1481 році після смерті батька, короля Афонсу V, на португальська трон вступив Жуан II. Новий король ухвалив рішення продовжити справу, започатковану в середині XV ст. португальським принцем Енріке Мореплавцем і поновити морські експедиції уздовж західного берега Африканського континенту з метою знайти морський шлях до Індії.
У цьому ж році була споряджена експедиція в Ельміну (колишній Золотий берег, нині — Гана), для будівництва фортеці Сан-Жоржи. Флотилію з 11 кораблів з очолив Діогу де Азамбужа, капітанами кораблів були призначені Діогу Кан, Бартоломеу Діаш.

## Перше плавання

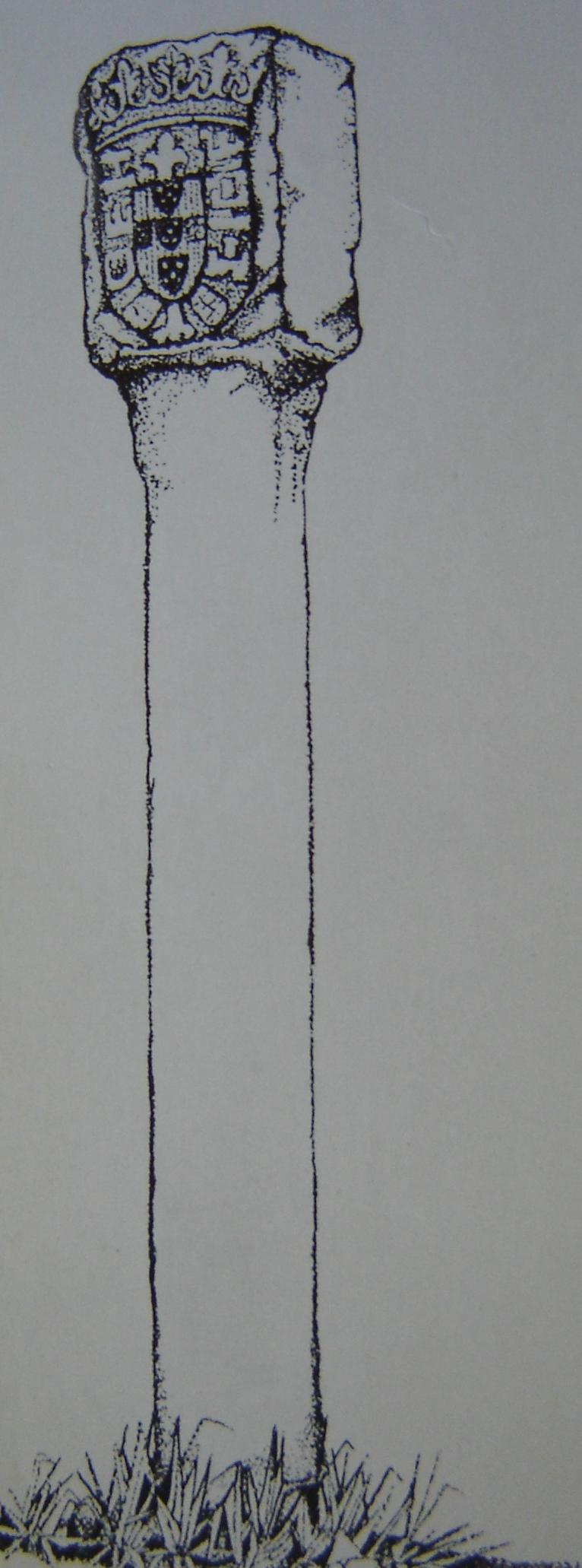
Падран з гербом Португалії, встановлений Каном на мисі Святої Марії

Після закінчення будівництва нового форту, ймовірно, близько середини літа 1482 р. Діогу відплив з Ельміни на захід вздовж африканського узбережжя. Кан взяв із собою на корабель заздалегідь виготовлені кам'яні стели (падрани), увінчані хрестом Ордену Христа і португальським королівським гербом з метою встановити їх на нововідкритих землях.
Ймовірно, у серпні 1482 р. Діогу Кан досягнув гирла річки Конго і позначив його падраном, встановленим на мисі São Antonio de Zaira (сьогодні Ponta do Padrão — 6° п.ш.), що мало проголосити суверенітет Португалії над цими землями. Перший падран (падран Св. Жоржи), встановлений Каном у гирлі річки Конго в свій час був демонтований екіпажем якогось англійського корабля, який, згідно з місцевими чутками після цього затонув, проте база падрану все ще знаходиться на місці.

Діогу піднявся вверх за течією Конго на певну відстань, де провів скромні торгові оборудки з вихідцями з королівства Баконго. Тубільці повідомили йому, що їх король живе далі вверх за течією. Діогу послав чотирьох охрещених чорношкірих членів своєї команди на зустріч із королем і повернувся в Атлантику, де продовжив свій шлях на південь уздовж нинішньої Анголи (португальська Західна Африка) до мису Чорна Гора (сучасний мис Санта-Марія 13°30′ п.ш.), який, мабуть, став кінцевою точкою його першого плавання і на якому Діогу Каном було встановлено другий падран (падран Св. Агостіньйо). Цей падран на мисі Санта-Марія стоїть і сьогодні, хоча й позбувся хреста на верхівці.

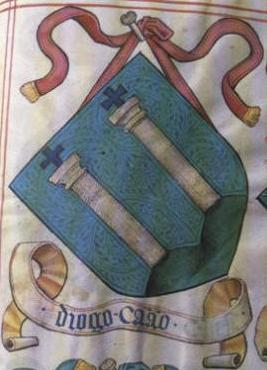
Герб Діогу Кана

Під час повернення, Кан знову зайшов до гирла Конго і, розчарований тим, що надіслані ним посланці не повернулись, захопив на корабель чотирьох тубільців в якості послів королівства Конго в Португалію.
На зворотному шляху, 1 січня 1483 року, Діогу Кан відкрив неподалік від Сан-Томе і Принсіпі новий острів, якій він назвав Аннобон (від порт. Dia do Ano Bom — «День Нового Року»).
Діогу Кан повернувся до Лісабона 8 квітня 1484 р., де Жуан II нагородив його титулом, підвищивши в статусі від есквайра до лицаря королівського дому, надав йому щорічну ренту в 10.000 реалів і герб з зображенням двох падранів. Король також попросив його повернутись назад до Конго, щоб повернути 4 послів, залишених на березі річки.

## Друге плавання

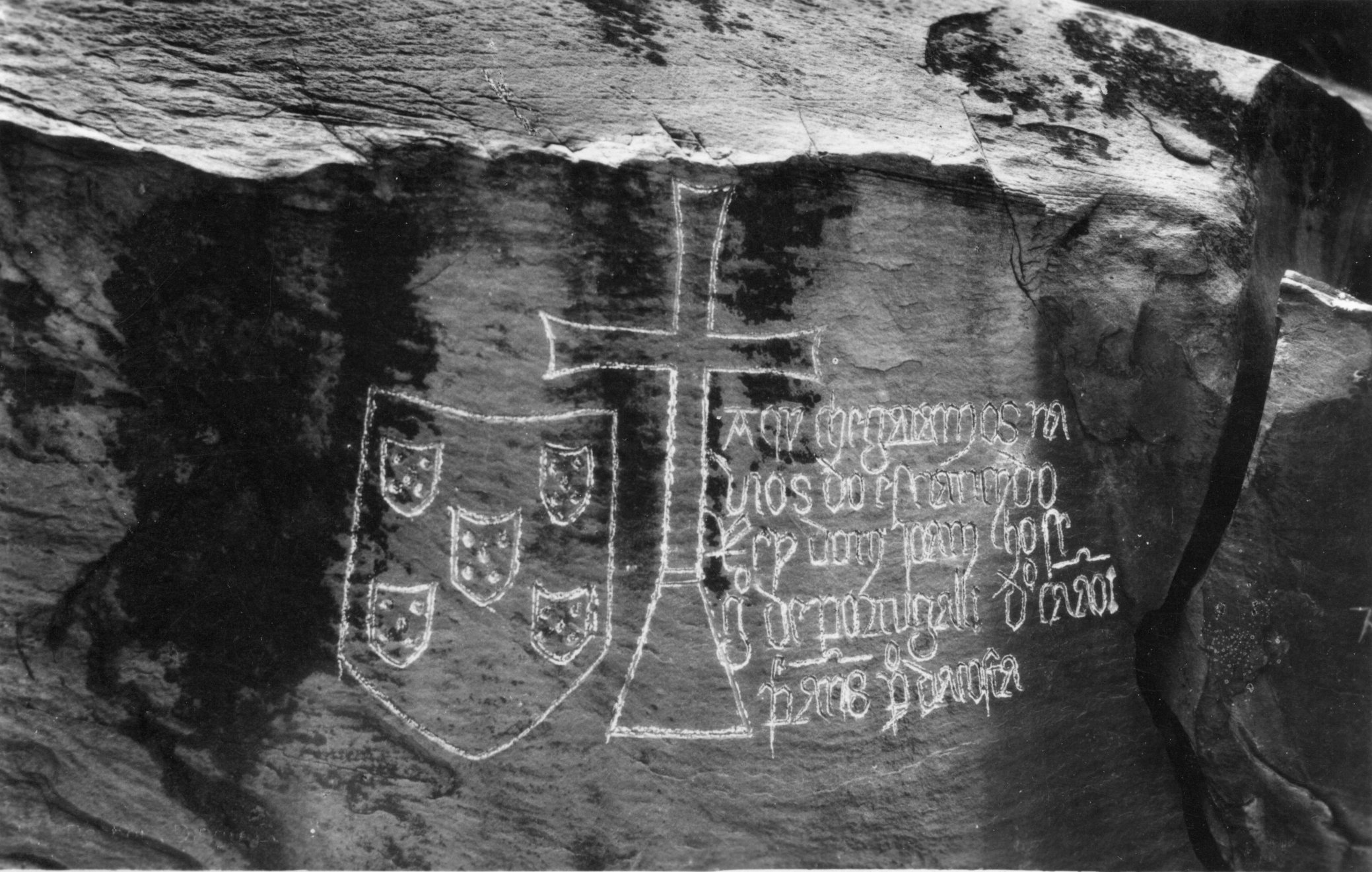
Камінь з вибитим на ньому написом Діогу Кана біля водоспаду Іелела

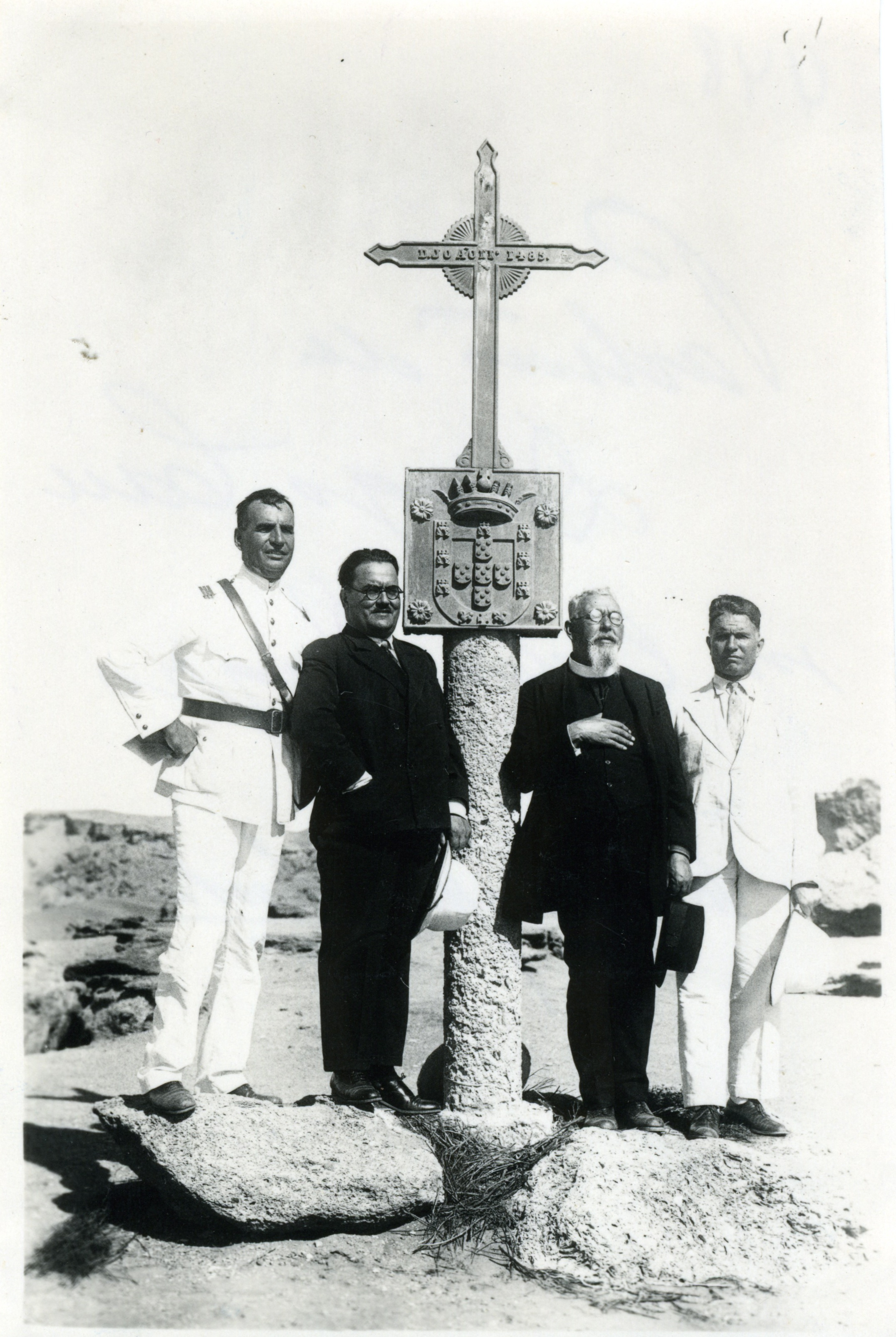
Падран Діогу Кана на Кейп-Негро (фотографія португальської колоніальної експедиції, 1934 р.)

В 1484—1486 роках відбулась друга експедиція Діогу Кана вздовж африканського узбережжя. Відомо, що дослідник знову відвідав Конго і встановив ще два падрани далі на південь за межею, що була досягнута ним під час попереднього плавання. Перший падран був встановлений ним на мисі Кабо-Негру, сучасна Ангола, другий — на мисі Кейп-Крос (21°30'п.ш.) на території сучасної Намібії.
Падран, встановлений на Кейп-Крос, ймовірно, позначив кінцеву межу його просування на південь (приблизно на 2.500 кілометрів південніше екватора і на 1.400 км далі за точку, що була досягнута під час першого плавання Кана). Чому Кан від цього місця повернув назад, хоча плавання було розраховане на три роки, з від його початку минуло лише півтора, невідомо.

Під час другого плавання Кан знову піднявся по річці Конго (яка, на його думку, вела до царства Пресвітера Йоана), аж до району сучасного Матаді. Тут, біля водоспаду Іелала, у жовтні або листопаді 1485 року він залишив вибитий на камені напис, що свідчить про досягнення ним та його людьми цього місця — «Aqui chegaram os navios do esclarecido rei D.João II de Portugal — Diogo Cão, Pero Anes, Pero da Costa». («Сюди дійшли кораблі світлійшого короля Португалії Жуана II — Діогу Као, Перо Анеса, Перо да Коста»).

## Місце та час смерті
Згідно даних одних джерел (напис на карті Генріка Мартелла Германуса 1489 р.), Кан помер на мисі Кейп-Крос. В той же час Жуан де Баррос та інші писали про його повернення до Конго, де він взяв на борт місцевого посланця до Португалії. У звіті ради астрономів і мореплавців, представленому на конференції 1525 року в Бадахо, чітко зазначено, що його смерть сталася поблизу Серра-Парди. На карті узбережжя Генріка Мартеллуса Германа, опублікованій у 1489 році, вказується місце розташування падрана, встановленого Діогум Као в Понта-дус-Фарілхейс поблизу Серра-Парди, з написом латиною «et hic moritur» («і тут він помер»).

## Досягнення

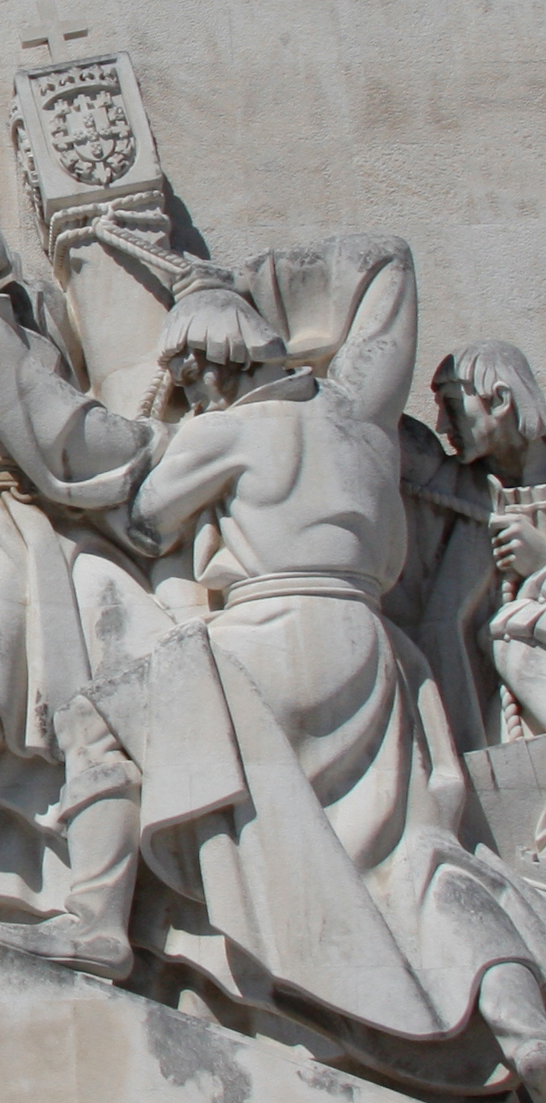
Зображення Діогу Кана на Пам'ятнику португальським відкриттям у Лісабоні

Діогу Кан став першим європейцем, який відкрив річку Конго і піднявся вгору за її течією, а також вперше дослідив біля 2.500 км західноафриканське узбережжя між мисом Св. Катерини в Габоні (майже на екваторі) до затоки Волфіш-бей у Намібії.

## Цікаві факти
Діогу Кан був першим з португальських мореплавців, хто встановлював у нововідкритих землях заздалегідь виготовлені кам'яні падрани. До нього нові землі позначались переважно дерев'яними хрестами.
Усі чотири падрани, встановлені Као під час його двох подорожей, були виявлені на їх первісному місці, і написи на двох з них (з мису Санта-Марія та мису Кей-Крос, датовані 1482 і 1485 роками), зберегли написи, які можна прочитати.
Падран, встановлений Каном на мисі Кейп-Крос був виявлений в 1893 і його копія стоїть там донині. Оригінал зараз знаходиться в Німецькому історичному музеї в Берліні.
На знаменитому Нюрнберзькому глобусі Мартіна Бегайма (від 1492 р.) стверджується, що Бегайм суповоджував Кана під час його другої подорожі в 1484—1486 рр. Це твердження сьогодні вважається доволі сумнівним.
На підставі нових даних, повідомлених Діогу Каном, португальський картограф Педру Рейнел вже в 1485 році створив один з найперших відомих підписаних портоланів (морських навігаційних мап) подібного роду, На портолані зображені берегова лінія Західної Європи і Північно-Західної Африки до гирла р. Конго.

## Увічнення пам'яті
Скульптура Діогу Кана є на Пам'ятнику португальським відкриттям у Лісабоні.
У Віла-Реал було названо площу на його честь. У центрі площі на гранітному п'єдесталі встановлена бронзова статуя Діогу.
У 1999 році Андре Руберту з Французького гідрографічного бюро (SHOM) назвав підводне провалля, розташоване біля південного узбережжя Португалії (затока Кадіс), Diogo Cao Hole.
У 2018 році бункерний земснаряд під назвою Diogo Cao, який був випущений в Люксембург, був запущений на воду.
Діогу Кан — герой вірша Падран, одного з найвідоміших віршів книги Фернандо Пессоа «Менсагем», єдиного, опублікованого за життя автора. Він також активно фігурує в романі 1996 року «Володар Конго» Пітера Форбата.